# Eriocaulon bromelioideum
Eriocaulon bromelioideum är en gräsväxtart som beskrevs av Paul Lecomte. Eriocaulon bromelioideum ingår i släktet Eriocaulon och familjen Eriocaulaceae.
Artens utbredningsområde är Vietnam. Inga underarter finns listade i Catalogue of Life.